# Sekou Macalou
Sekou Macalou (Francia, 20 de abril de 1995) es un jugador profesional francés de rugby que se desempeña en la posición de ala abierto en Stade Français Paris, equipo perteneciente a la liga Top 14.

## Carrera
Macalou es un jugador de formación francesa (JIFF). En 2005 comenzó su carrera deportiva con el equipo AAS Sarcelles Rugby, en el cual jugó seis temporadas (2005-2011), después pasó a Rugby Club Massy Essonne (2011-2015), luego a Stade Français Paris, donde lleva jugando nueve temporadas.